# Species Survival Plan
Species Survival Plan é um programa americano desenvolvido em 1981 pela Associação de zoológicos e aquários (Association of Zoos and Aquariums - AZA) para ajudar a garantir a sobrevivência de espécies ameaçadas ou em perigo de extinção, em zoológicos e aquários.